# Ruines du couvent Saint-Dominique
Les ruines du couvent Saint-Dominique sont les restes d'un couvent gothique du XIVe siècle conservées dans la ville galicienne de Pontevedra, en Espagne. Ils forment  avec cinq autres édifices le Musée Provincial de Pontevedra. Elles ont été déclarées Bien d'Intérêt Culturel en 1895.

## Description
Actuellement on conserve seulement le chevet à arcades, avec cinq chapelles correspondant au bras transversal de la croisée, alors que l'entrée à l'enceinte se fait depuis le bout opposé à celle-ci.

## Histoire

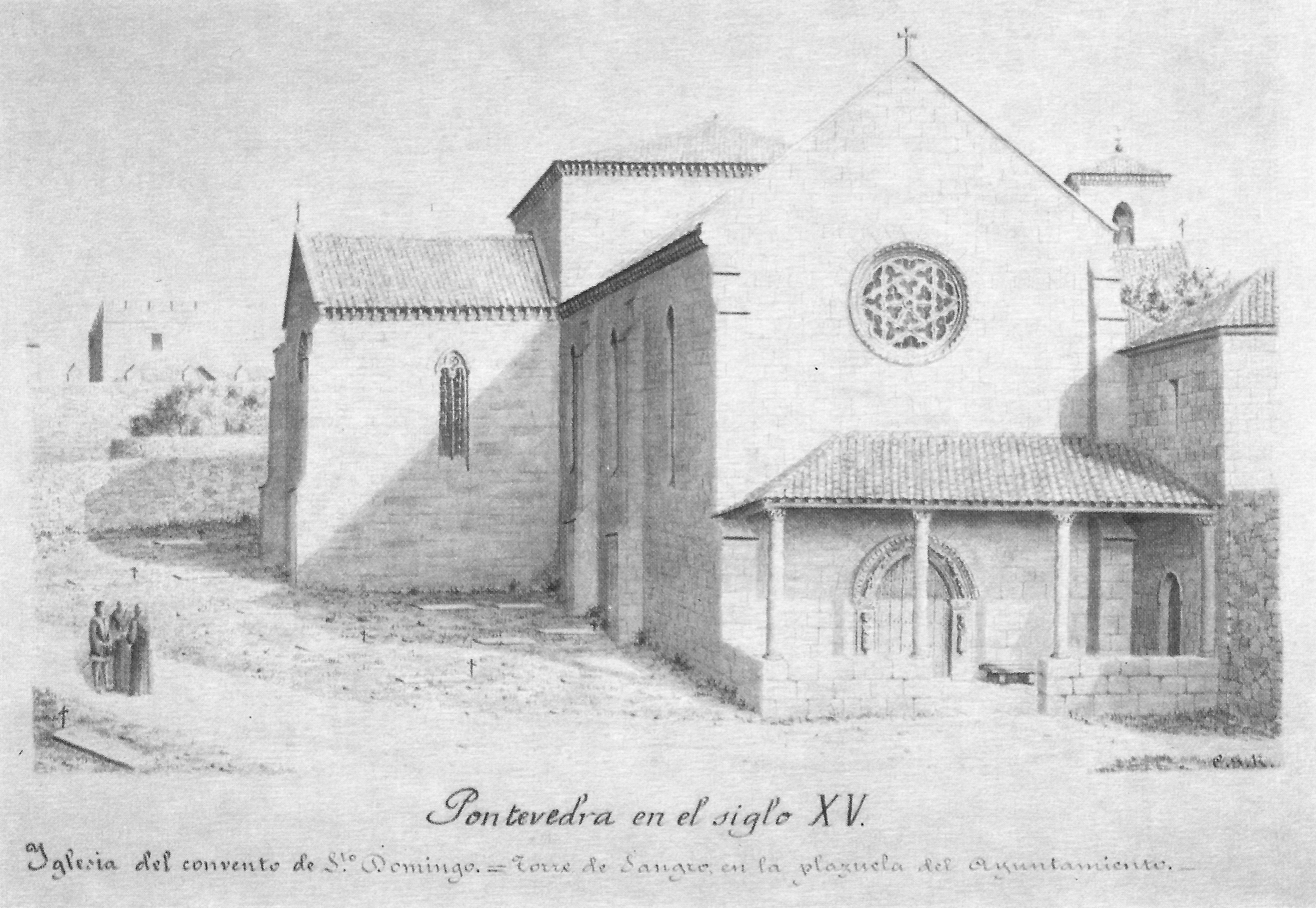
Dessin de Celso García de la Riega, qui montre l'aspect qui a dû avoir le couvent au XV.

Les dominicains sont arrivés à Pontevedra à la fin du XIIIe siècle  et ils ont fondé le couvent vers 1281 dans A Moureira, à proximité des remparts qui protégeaient la ville au Moyen Âge, mais ils ont bientôt déménagé à l'emplacement actuel. Les travaux du chevet ont commencé en 1304 ou 1305.
À la fin du XVIIIe siècle on décide de renover l'église au moyen d'une nouvelle nef, de style néoclassique, qui remplacerait l'ancienne église gothique. Pourtant, sa construction a été freinée en 1835, lorsque l'état a approuvé le désamortissement de Mendizábal et a mis à la vente les possessions des ordres religieux, le couvent y compris.
Le 8 décembre 1836 on ferme définitivement le couvent; à partir de ce moment l'édifice entame un procès de ruine et dégâts progressifs.
En 1864 on démolit la chapelle de Saint-Hyacinthe, située dans l'extrême sud de la croisée et entre 1869 et 1870 la partie supérieure de la tour qui existait dans ce même point.

### Conservation
La Société Archéologique de Pontevedra a entamé en 1889 les démarches pour la conservation des ruines du couvent et leur déclaration comme Monument National, et elle les a utilisées comme siège de l'institution. Quelque temps après, en 1938, la société a cédé l'édifice au Musée Provincial de Pontevedra, qui a transformé l'espace dans sa section archéologique et qui l'a consacré à l'exposition permanente de tombeaux de personnages historiques de la ville, pierres tombales gremiales et boucliers héraldiques, originaires d'enterrements dans le propre temple et de maisons nobles de la ville et de la province.
En 2008, pendant les travaux de construction d'un parking souterrain dans la Place d'Espagne, ont été découverts des restes des fondations de l'église gothique et quelque vingt fosses correspondant au cimetière extérieur de celle-ci.

## Galerie

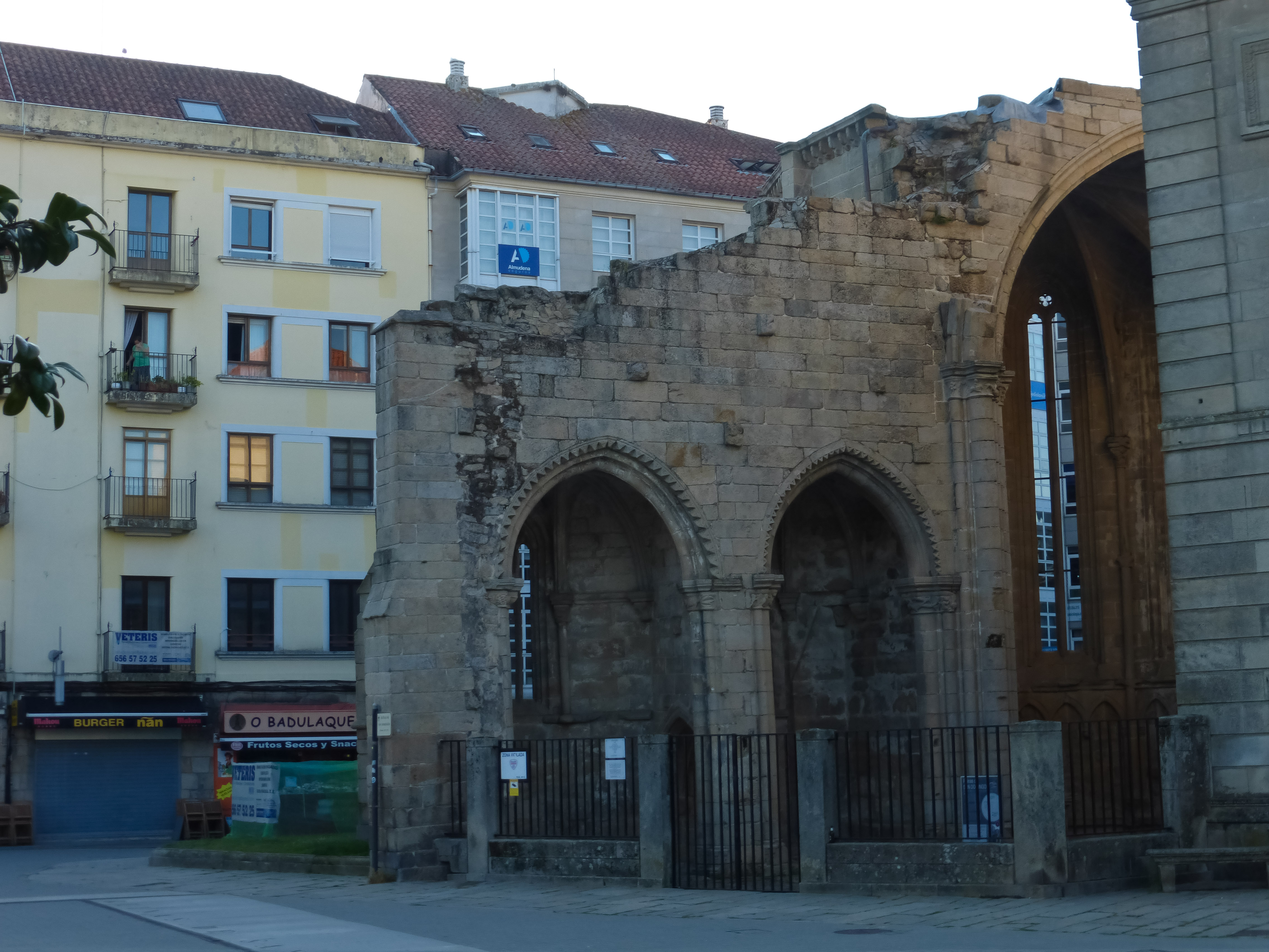
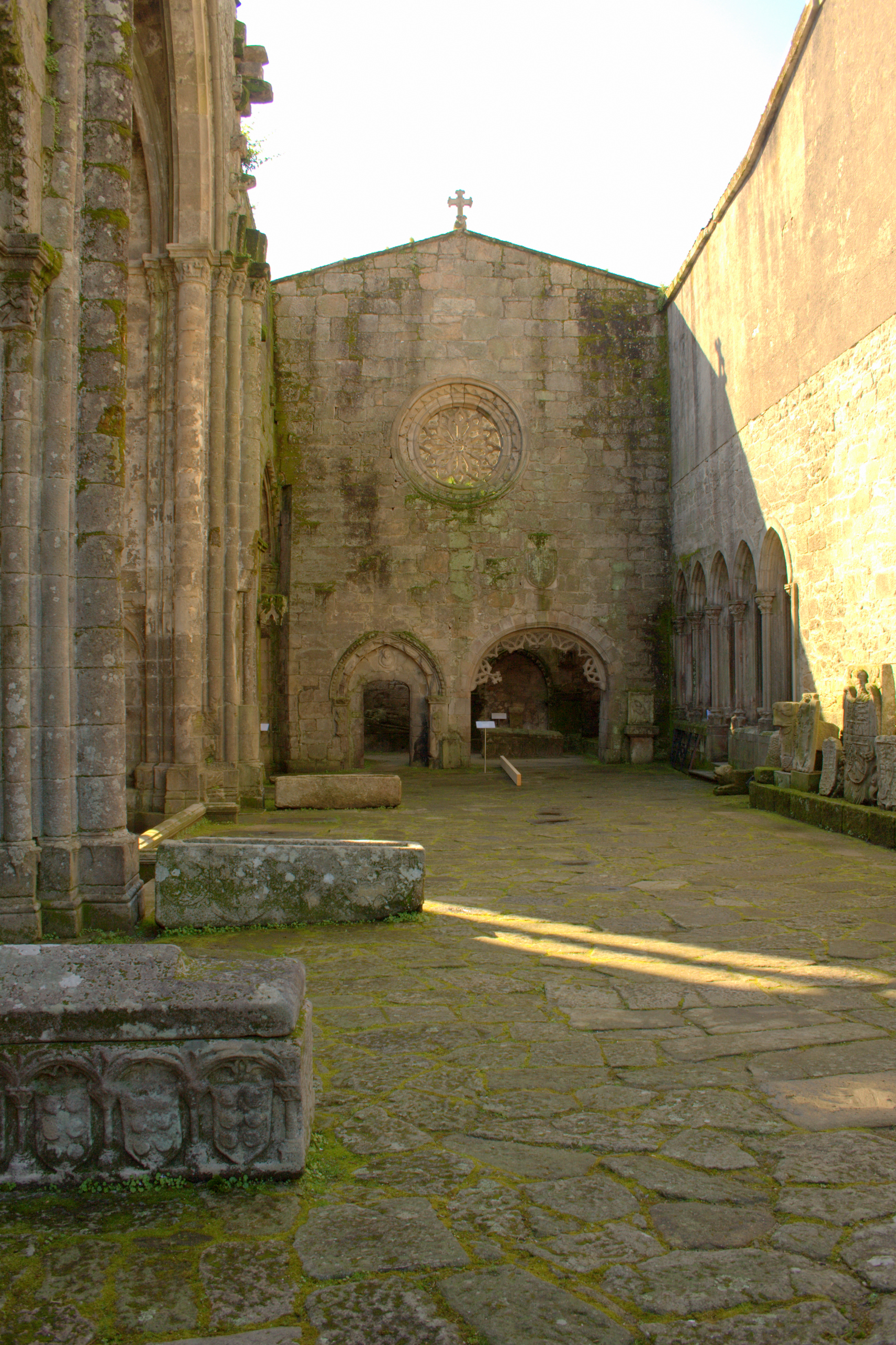
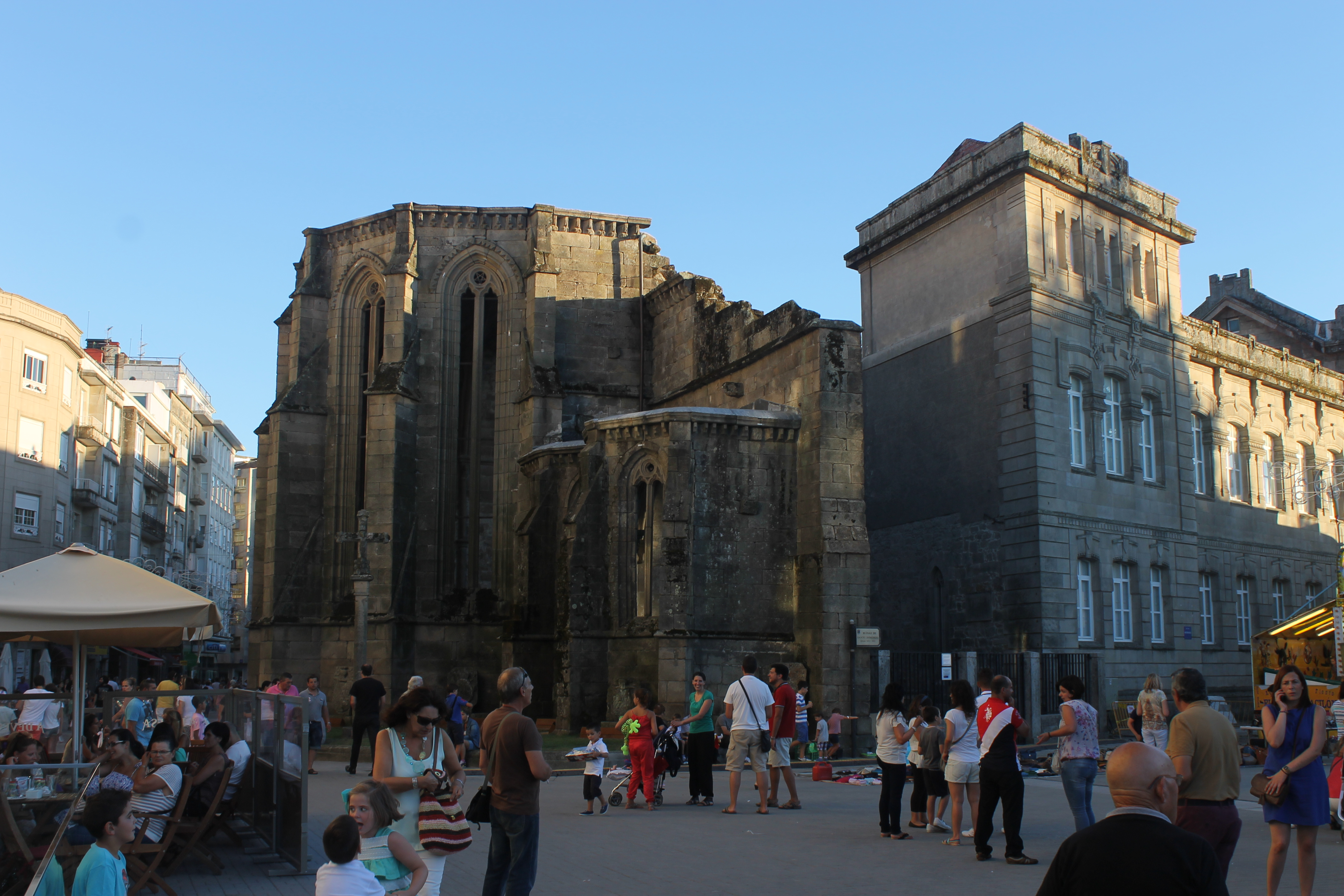
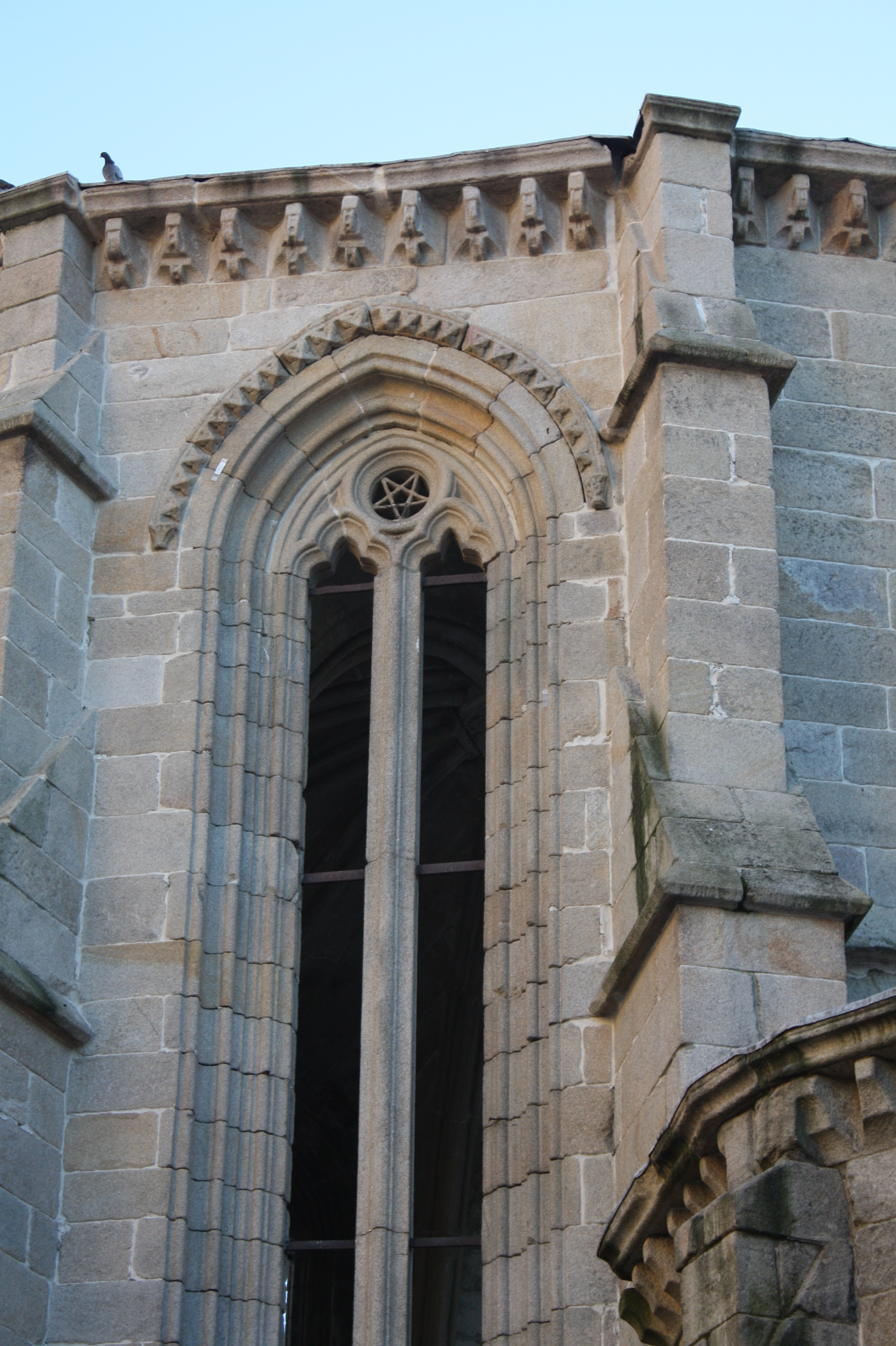
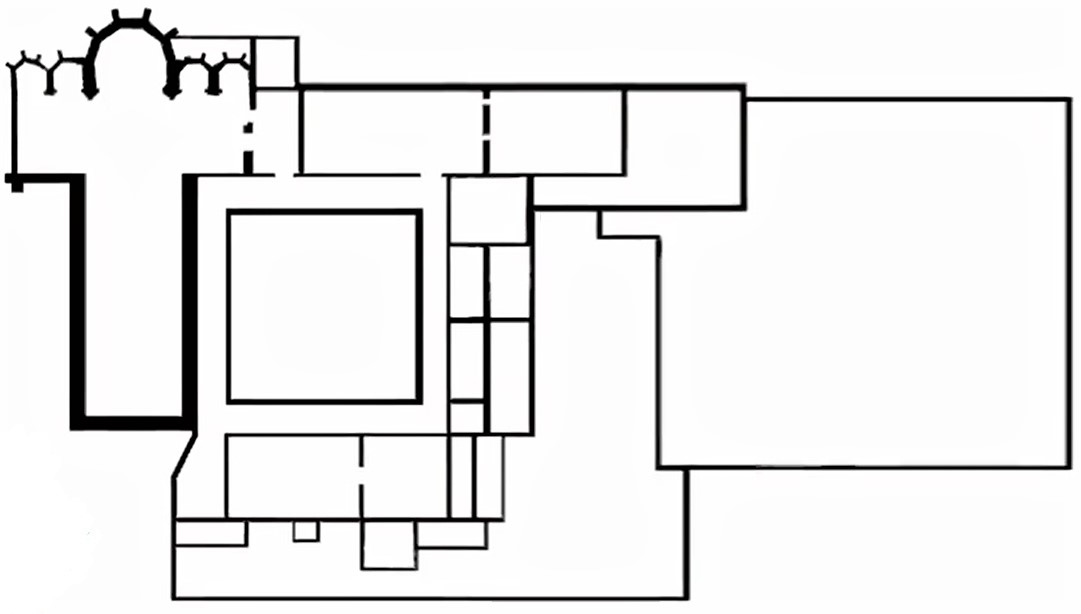
Plan de l'église et de l'ancien couvent
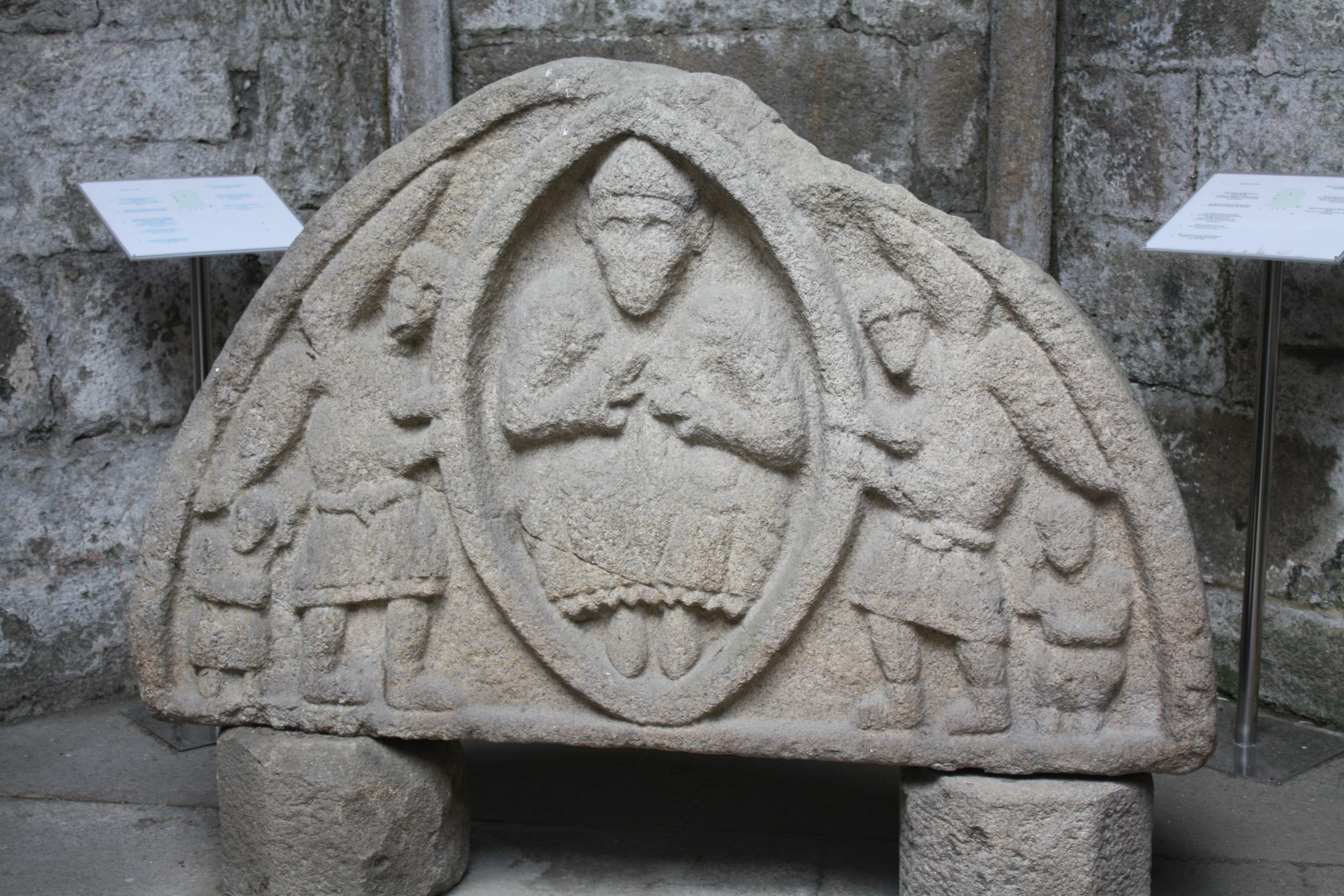
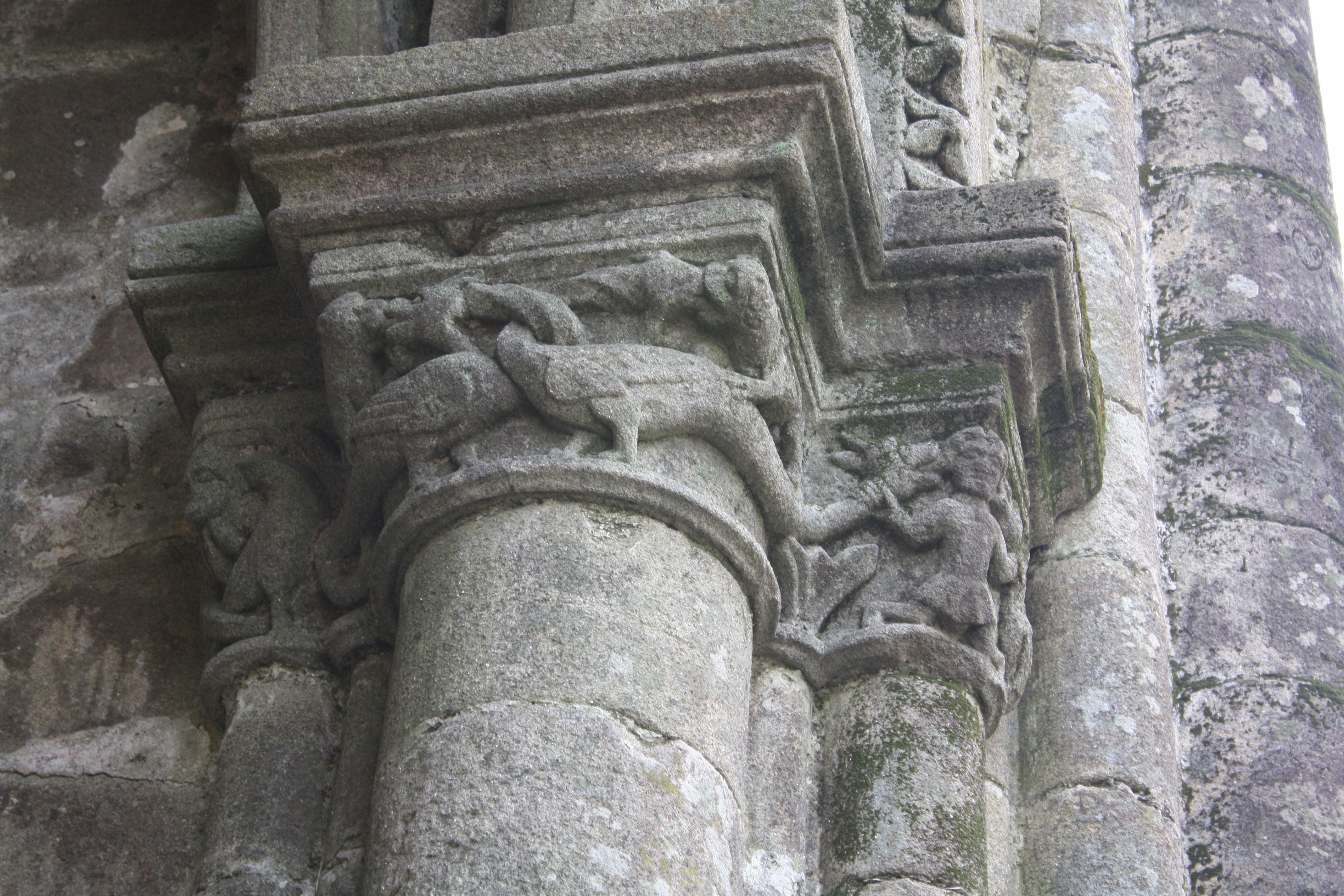
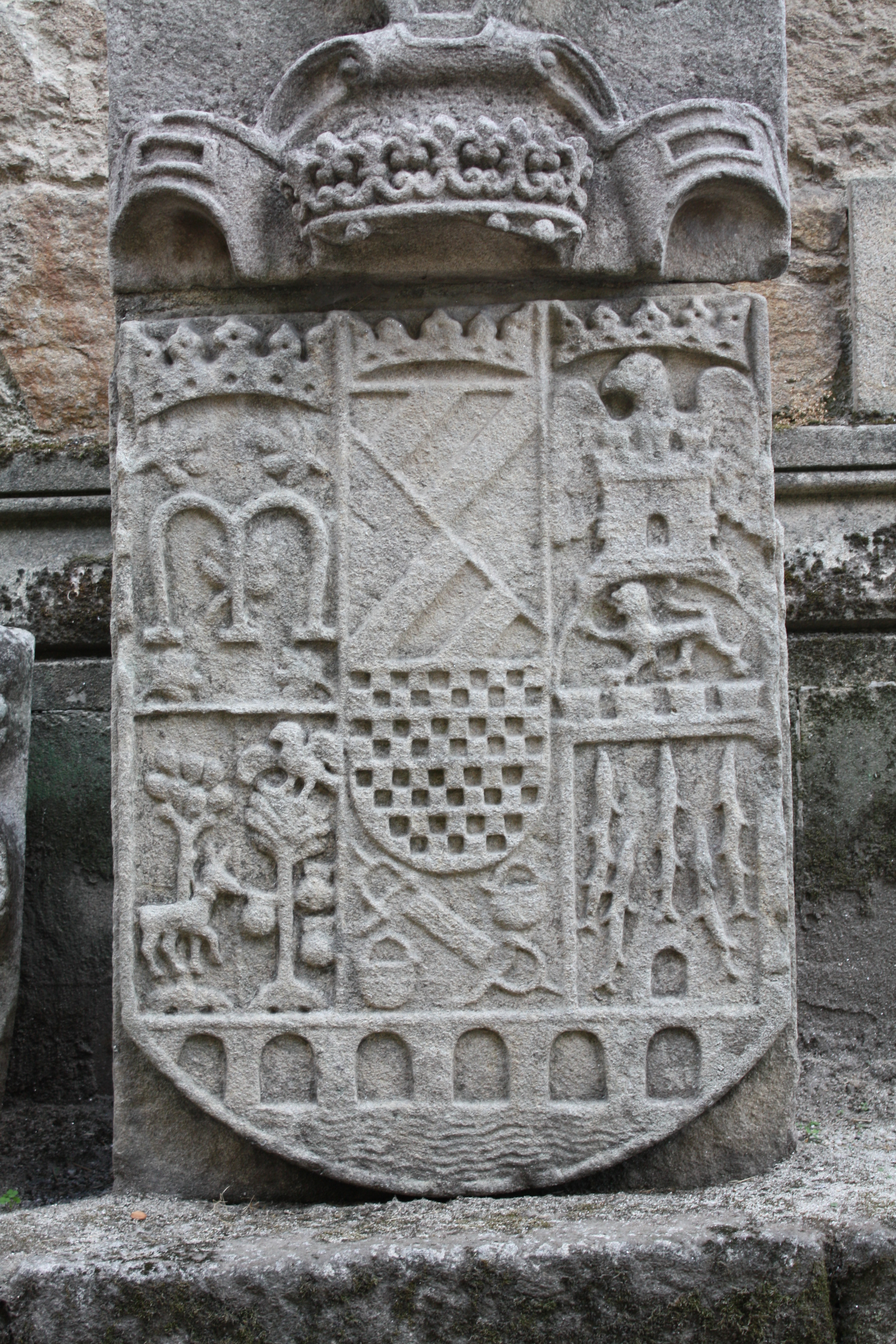